# Colin Richardson
Colin Richardson ist ein britischer Rock- und Metal-Produzent.

## Werdegang
Bekannt wurde Richardson in den Neunzigerjahren des letzten Jahrhunderts unter anderem durch seine Arbeiten für Carcass (u. a. Necroticism – Descanting the Insalubrious), Fear Factory (u. a. Demanufacture) oder Machine Head (u. a. Burn My Eyes). Später kamen etwa Slipknot oder Bullet for My Valentine hinzu. Er war an mehr als 100 Alben beteiligt. Einer seiner Schüler ist Andy Sneap, der bei den Machine-Head-Alben begann, Richardson zu assistieren. 2005 war Richardson auch mit Sneap am Projekt Roadrunner United beteiligt.

## Werk (Auswahl)
Richardson arbeitete unter anderem an folgenden Alben mit:
- 3 Inches of Blood – Advance and Vanquish (Mix)
- Anathema – A Fine Day to Exit (Mix)
- As I Lay Dying – An Ocean Between Us (Mix)
- As I Lay Dying – The Powerless Rise (Mix)
- Baby Chaos – Safe Sex, Designer Drugs & The Death of Rock 'n' Roll (Mix)
- Behemoth – Evangelion (Mix)
- Brutal Truth – Extreme Conditions Demand Extreme Responses (Produktion, Mix)
- Brutal Truth – Need to Control (Mix)
- Bullet for My Valentine – Hand of Blood (Produktion, Mix)
- Bullet for My Valentine – The Poison (Produktion, Mix)
- Bullet for My Valentine – The Poison: Live at Brixton DVD (Mix)
- Bullet for My Valentine – Scream Aim Fire (Produktion, Mix)
- Burn the Priest – Burn the Priest (Mix)
- Cannibal Corpse – Bloodthirst (Produktion, Mix)
- Cannibal Corpse – Live Cannibalism (Produktion, Mix)
- Carcass – Symphonies of Sickness  (Produktion, Mix)
- Callejon – Blitzkreuz  (Mix)
- Carcass – Necroticism – Descanting the Insalubrious (Produktion, Mix)
- Carcass – Heartwork (Produktion, Mix)
- Carcass – Swansong (Produktion, Mix)
- Chimaira – The Impossibility of Reason (Mix)
- Chimaira – The Dehumanizing Process DVD (Mix)
- Chimaira – Chimaira (Mix)
- Cradle of Filth – Nymphetamine (Mix)
- Cyclefly – Crave (Produktion)
- Dååth – The Hinderers (Mix)
- Dearly Beheaded – Temptation (Produktion)
- Dearly Beheaded – Chamber of One (Produktion)
- DevilDriver – The Fury of Our Maker's Hand (Produktion, Mix)
- Fear Factory – Soul of a New Machine (Produktion, Mix)
- Fear Factory – Demanufacture (Produktion)
- Fear Factory – Remanufacture (Produktion)
- Fightstar – Grand Unification (Produktion, Mix)
- Five Pointe O – Untitled (Produktion, Mix)
- Funeral for a Friend – Four Ways to Scream Your Name (Produktion, Mix)
- Funeral for a Friend – Casually Dressed & Deep in Conversation (Produktion, Mix)
- God Forbid – Gone Forever (Mix)
- Hamlet – Insomnio (Produktion, Mix)
- Hamlet – El Inferno (Produktion, Mix)
- Hamlet – Hamlet (Black Album) (Produktion, Mix)
- Hamlet – Pura Vida (Mix)
- Heaven Shall Burn – Veto (Limited Edition)  (Mix)
- Hostility – Uncompromised (Mix)
- InMe – Overgrown Eden (Produktion, Mix)
- Kreator – Hordes of Chaos (Mix)
- Machine Head – Burn My Eyes (Produktion, Mix)
- Machine Head – The More Things Change… (Produktion, Mix)
- Machine Head – Supercharger (Mix)
- Machine Head – Hellalive (Mix)
- Machine Head – Through the Ashes of Empires (Mix)
- Machine Head – The Blackening (Mix)
- Napalm Death – Mentally Murdered (Produktion, Mix)
- Napalm Death – Utopia Banished (Produktion, Mix)
- Napalm Death – Diatribes (Produktion, Mix)
- Napalm Death – Inside the Torn Apart (Produktion, Mix)
- One Minute Silence – Buy Now... Saved Later (Produktion, Mix)
- Overkill – From the Underground and Below (Mix)
- Overkill – Bloodletting (Mix)
- Overkill – Killbox 13 (Produktion, Mix)
- Pulkas – Greed (Produktion, Mix)
- Sanctity – Road to Bloodshed (Mix)
- Sepultura – Under a Pale Grey Sky (Mix)
- SikTh – The Trees Are Dead & Dried Out Wait for Something Wild (Mix)
- Slipknot – Disasterpieces DVD (Mix)
- Slipknot – 9.0: Live (Mix)
- Slipknot – Voliminal: Inside the Nine DVD (Mix)
- Slipknot – All Hope Is Gone (Mix)
- The Exploited – Beat the Bastards (Produktion, Mix)
- Trivium – The Crusade (Mix)
- Trivium – Shogun (Mix)
- Wednesday 13 – Transylvania 90210: Songs of Death, Dying, and the Dead (Mix)
- While She Sleeps – This Is The Six